# Istanbul Mehmet
Istanbul Mehmet – turecka firma produkującą szeroką gamę, wysokiej klasy, ręcznie kutych, talerzy perkusyjnych w Stambule. Założycielem firmy jest Mehmet Tamdeğer.

## Historia
W wieku 9 lat Mehmet Tamdeğer zaczął pracować dla Mikhaila Zilcana (wnuka Kerope Zilcana, a kuzyna Avedisa Zilcana – założyciela firmy Zildjian). Mikhail Zilcan i Kirkor Küçükyan nauczyli go każdego aspektu tej pradawnej sztuki sięgającej korzeniami pierwszej połowy XVII wieku. W 1980 roku Mehmet Tamdeğer i Agop Tomurcuk założyli firmę Istanbul Cymbal Company po ponad 30 letniej praktyce w produkcji talerzy perkusyjnych. Po śmierci Agopa Tomurcuka w lipcu 1996 roku, Mehmet zadecydował kontynuować produkcję talerzy pod swoją własną nazwą Istanbul Mehmet. 

## Serie talerzy
Wszystkie serie produkowane są ze szlachetnego stopu brązu. Proporcje stopu: miedź 80%, cyna 20%. Spośród tych serii można wyróżnić typy talerzy: crash, ride, hi-hat, china, splash, bell.
- Traditional Cymbals – przeznaczone do wielu rodzajów muzyki, od jazzu po metal[2].
- Radiant Cymbals – są cięższe od traditionali i polerowane na wysoki połysk. W tej serii wyróżnia się dwa modele: Radiant Traditional Cymbals i Radiant Murathan Raw Cymbals. Przeznaczone do muzyki pop/rock[2].
- Marmara Cymbals – Podobnie jak w serii Radiant i tu wyróżnia się dwa modele: Onurhan i Emirhan[2].
- Funky Rock Cymbals – posiadają jasny i akustyczny ton. Dwa modele: Funky Rock Traditional Cymbals i Funky Rock Shiny Cymbals mogą być głośne i mroczne a potem ciche i jasne[2].
- Efes Cymbals – podgrzewane a następnie toczone.  Wyróżnia się 3 modele: Efes Traditional, Efes Shiny, Efes Deep[2].
- Percussion Effect Cymbals[2]
- Turk Cymbals – surowo wykończone talerze charakteryzując się suchym brzmieniem. Dla rocka i jazzu[2].
- Sultan Cymbals[2]
- Vezir Cymbals – jasny, zbalansowany dźwięk[2].
- Ultimate Custom Cymbals – produkowane w limitowanych edycjach na zamówienie. Modele: Empire Custom Cymbals, Pasha Custom Cymbals, Ottoman Custom Cymbals[2].
- Nostalgia Cymbals[2]
- Mehmet Legend Cymbals[2]
- Signature Cymbals[2]
- Samatya Cymbals – charakteryzuje je dość płaski przekrój[2].

Serie X
- X METAL – seria głośnych blach, przeznaczona – jak nazwa wskazuje – do muzyki metalowej.
- X CAST – ciemne i niskie tony.
- X-FX – eksperymentalna seria, efektowna kombinacja dźwięków.
- X JAZZ – przeznaczone dla jazzmenów.

Serie talerzy ręcznych
- Super Symphonic
- Orchestra Band
- Marching Band